# Maria Giuseppa del Liechtenstein
Maria Giuseppa del Liechtenstein, nome completo in tedesco Maria Josepha Hermenegilde (Vienna, 13 aprile 1768 – Hütteldorf, 8 agosto 1845), è stata una nobildonna e mecenate austriaca, principessa del Liechtenstein per nascita e principessa Esterházy di Galanta per matrimonio, dal 1794 al 1833, in quanto moglie di Nicola II Esterházy.

## Biografia

### Famiglia e matrimonio

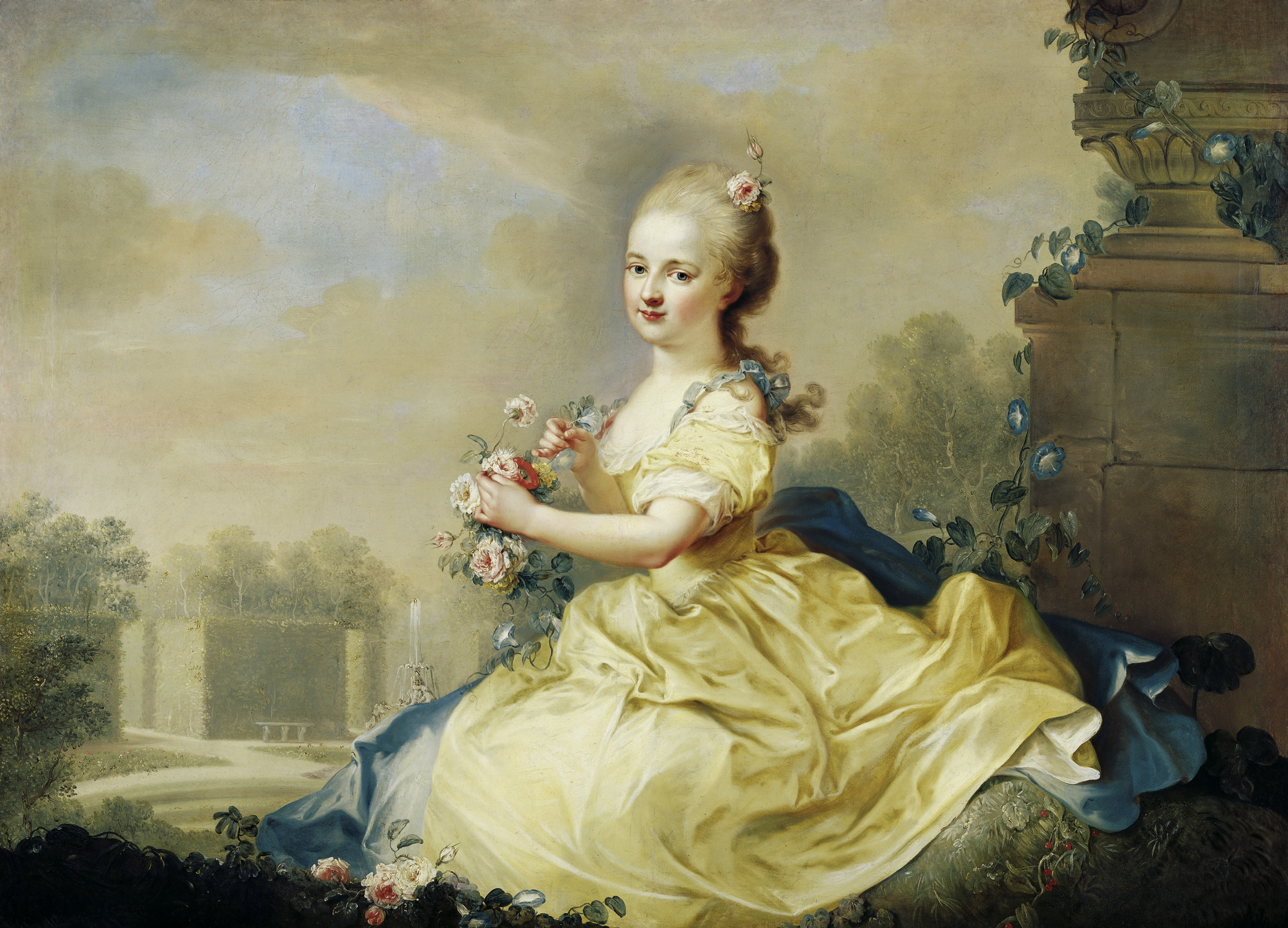
Ritratto di Maria Giuseppa del Liechtenstein del 1776, opera di August Friedrich Oelenhainz

Maria Giuseppa del Liechtenstein nacque il 13 aprile 1768 a Vienna, allora capitale dell'Impero austriaco. Era l'ultima degli otto figli di Francesco Giuseppe I del Liechtenstein (1726-1781) e di Leopoldina di Sternberg (1733-1809). Fu sorella di due principi sovrani del Liechtenstein, Luigi I (1759-1805) e Giovanni I Giuseppe, (1760-1836) e tra gli altri suoi fratelli ci furono Giuseppe Francesco di Paola (1752-1754), Leopoldina Maria (1754-1823), Maria Antonia (1756-1821), Francesco di Paola Giuseppe (1758-1760) e Filippo Giuseppe (1762-1802). 
Maria Giuseppa sposò a 15 anni, il 15 settembre 1783, Nicola II Esterházy (1765-1833), allora principe ereditario di Galanta. In seguito alla morte del suocero, il principe Nicola I, il 22 gennaio 1794, Maria Giuseppa e il marito adottarono i titoli di principessa e principe di Galanta e Maria Giuseppa succedette in tale carica a Maria Anna di Hohenfeld, seconda moglie del suocero.

### Mecenatismo e morte
La principessa Maria Giuseppa, così come suo marito, fu una grande mecenate e amante delle arti. In particolare fu un'assidua sostenitrice del celebre compositore Franz Joseph Haydn, sostenendolo finanziariamente e rifornendolo dei suoi vini prediletti. Dopo la morte di suo marito, avvenuta nel 1833, la principessa Maria Giuseppa visse a Vienna con la madre, vedova dal 1781. Morì l'8 agosto 1845 a Hütteldorf, in Austria, all'età di 77 anni. È sepolta nella cripta della famiglia Esterházy, situata nel convento dei Francescani di Eisenstadt.

## Opere in suo onore

### Le messe

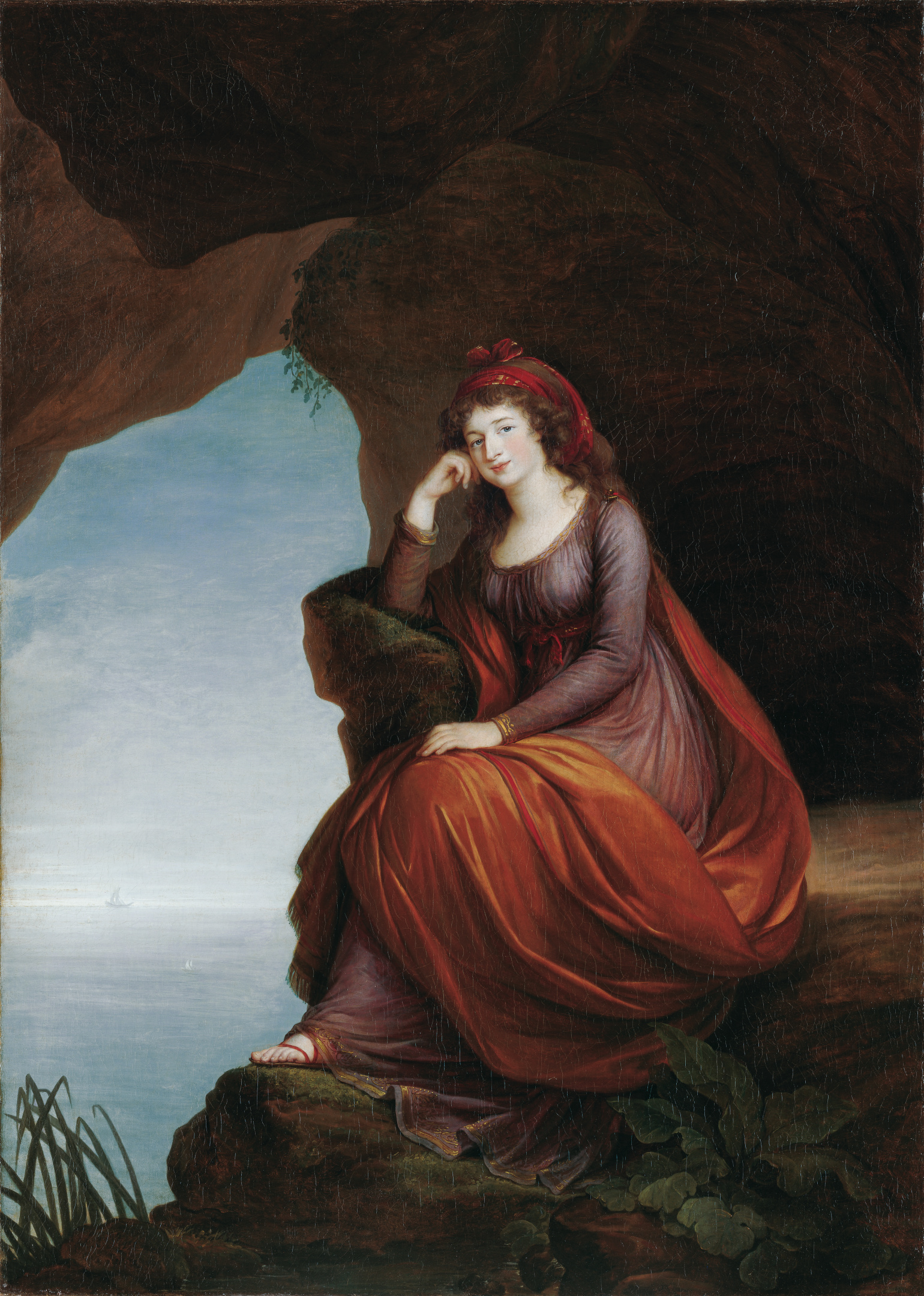
Maria Giuseppa ritratta da Élisabeth Vigée Le Brun nel 1793, opera conservata nel Liechtenstein Museum

Dopo il 1795, anno del suo ritorno a Vienna dall'Inghilterra, Franz Joseph Haydn compose per la principessa Maria Giuseppa, sua mecenate, una messa all'anno per sei anni, in onore del suo onomastico, che cadeva l'8 settembre nel giorno della natività della Beata Vergine Maria. Le messe composte da Haydn furono: Heiligmesse (1796), Paukenmesse (1797), Nelsonmesse (1798), Theresienmesse (1799), Schöpfungsmesse (1801) e Harmoniemesse (1802), messe in scena per la prima volta nella Bergkirche di Eisenstadt, chiesa in cui si trovano i resti di Haydn. Dopo il 1802 Haydn non compose più messe per la principessa e la tradizione venne ripresa dal suo successore alla corte degli Esterházy, Johann Nepomuk Hummel. Egli compose per Maria Giuseppa cinque messe, una all'anno, e nacquero così le seguenti opere: Messa in mi bemolle maggiore, op. 80 (1804), Messa in re minore, WoO. 13 (1805), Messa in do maggiore, WoO. 12 (1806), Messa in si bemolle maggiore, op. 77 (1808) e Messa in re maggiore, op. 111 (1810). 
Altri due compositori onorarono la principessa con il proprio lavoro musicale. Il compositore tedesco Ludwig van Beethoven compose un'opera in suo onore commisonata dal marito, il principe Nicola II: la Missa Solemnis, datata 1807. La messa composta da Beethoven non piacque al marito della principessa e il compositore, che terribilmente irritato decise di lasciare la residenza principesca, ebbe quello che è considerato il più umiliante fallimento pubblico della sua carriera. Un'ultima messa per l'onomastico di Maria Giuseppa fu scritta dal compositore ceco Jan Ladislav Dussek nel 1811, intitolata Missa Solomnelle in sol maggiore, C. 256.

### I ritratti

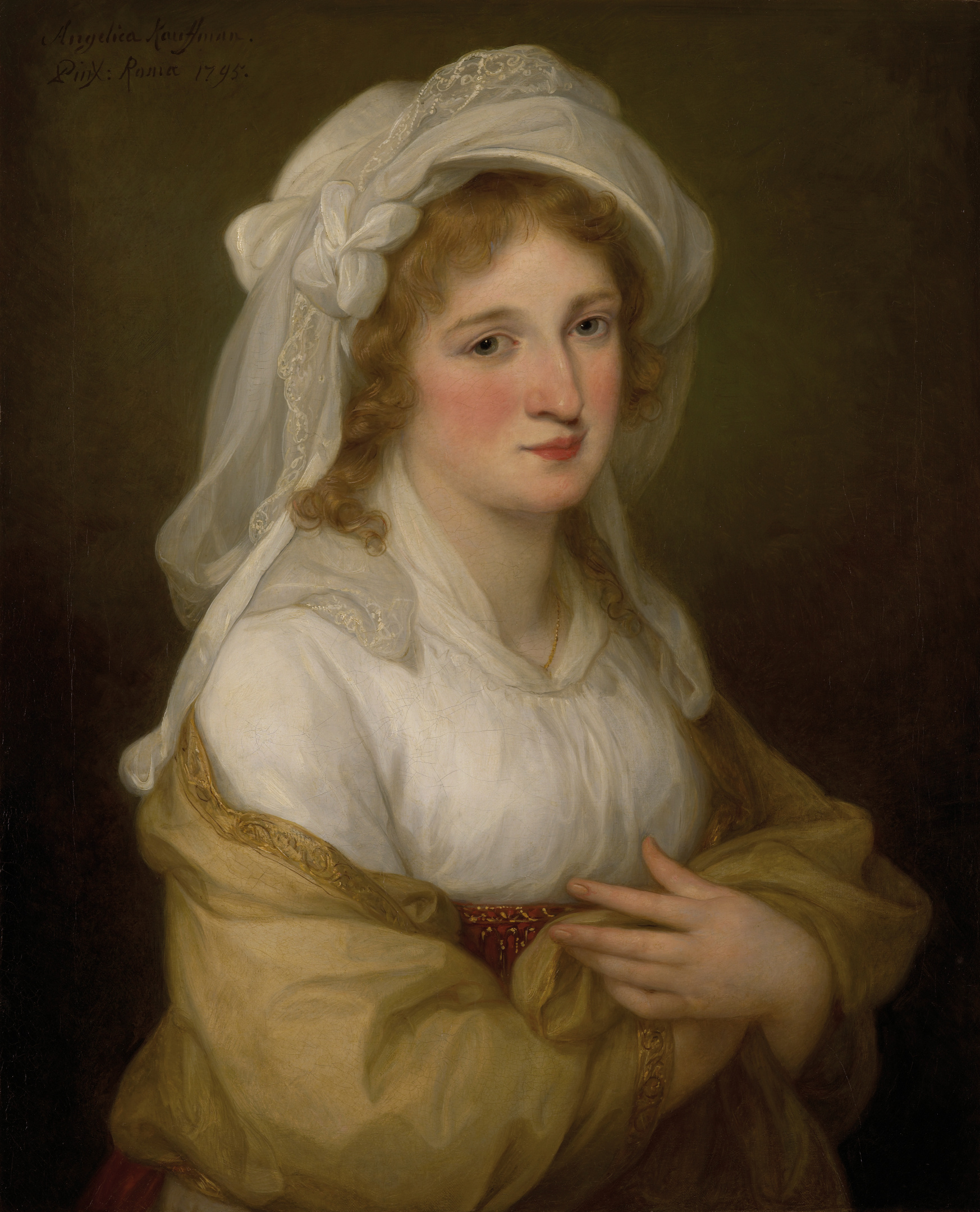
Maria Giuseppa in Ritratto di signora di Angelika Kauffmann, 1795

Maria Giuseppa fu anche una modella per i ritrattisti più celebri dell'epoca, tra i quali Josef Kriehuber, famoso per le sue litografie, Angelika Kauffmann, esponente della pittura storica, ed Élisabeth Vigée Le Brun, una dei più grandi ritrattisti del suo tempo che più volte ritrasse anche la regina Maria Antonietta. Venne anche ritratta in abito da sposa dal ritrattista austriaco Georg Weikert, il pittore prediletto dell'imperatrice Maria Teresa, e il dipinto venne completato un anno dopo il suo matrimonio.

## Discendenza
Maria Giuseppa del Liechtenstein e il consorte Nicola II Esterházy ebbero tre figli:
- Paolo III Antonio, VIII principe di Galanta (1786-1866), sposò a Ratisbona, il 18 giugno 1812, la principessa Maria Teresa di Thurn und Taxis ed ebbero tre figli, tra cui Nicola III, IX principe di Galanta;
- Maria Leopoldina Esterházy di Galanta (1788-1846), sposò il principe Maurizio del Liechtenstein ed ebbero quattro figli;
- Nicola Esterházy di Galanta (1799-1844).

## Titoli e trattamenti
- 13 aprile 1768 – 15 settembre 1783: Sua Altezza Serenissima, la principessa Maria Giuseppa del Liechtenstein
- 15 settembre 1783 – 22 gennaio 1794: Sua Altezza Serenissima, la principessa ereditaria Esterházy di Galanta, principessa del Liechtenstein
- 22 gennaio 1794 — 25 novembre 1833: Sua Altezza Serenissima, la principessa Esterházy di Galanta
- 25 novembre 1833 – 8 agosto 1845: Sua Altezza Serenissima, la principessa madre Esterházy di Galanta, principessa del Liechtenstein

## Ascendenza
|                                                   |                                |                                                   | Genitori                                                           |  |  | Nonni |  |  | Bisnonni                         |  |  | Trisnonni                      |  |
|                                                   |                                |                                                   |                                                                    |  |  |       |  |  | Filippo Erasmo del Liechtenstein |  |  | Hartmann III del Liechtenstein |  |
|                                                   |                                |                                                   |                                                                    |  |  |       |  |  | Filippo Erasmo del Liechtenstein |  |  | Hartmann III del Liechtenstein |  |
|                                                   |                                | Sidonia Elisabetta di Salm-Reifferscheidt         |                                                                    |  |  |       |  |  | Filippo Erasmo del Liechtenstein |  |  |                                |  |
| Emanuele del Liechtenstein                        |                                |                                                   |                                                                    |  |  |       |  |  | Filippo Erasmo del Liechtenstein |  |  |                                |  |
|                                                   |                                | Cristina Teresa di Löwenstein-Wertheim-Rochefort  | Federico Carlo di Löwenstein-Wertheim-Rochefort                    |  |  |       |  |  |                                  |  |  |                                |  |
|                                                   |                                | Cristina Teresa di Löwenstein-Wertheim-Rochefort  | Federico Carlo di Löwenstein-Wertheim-Rochefort                    |  |  |       |  |  |                                  |  |  |                                |  |
|                                                   |                                | Cristina Teresa di Löwenstein-Wertheim-Rochefort  | Anna Maria di Fürstenberg                                          |  |  |       |  |  |                                  |  |  |                                |  |
| Francesco Giuseppe I del Liechtenstein            |                                | Cristina Teresa di Löwenstein-Wertheim-Rochefort  |                                                                    |  |  |       |  |  |                                  |  |  |                                |  |
|                                                   |                                | Carlo Ludovico di Dietrichstein                   | Francesco Adamo di Dietrichstein-Hollenburg                        |  |  |       |  |  |                                  |  |  |                                |  |
|                                                   |                                | Carlo Ludovico di Dietrichstein                   | Francesco Adamo di Dietrichstein-Hollenburg                        |  |  |       |  |  |                                  |  |  |                                |  |
|                                                   |                                | Carlo Ludovico di Dietrichstein                   | Maria Cecilia di Trauttmansdorff                                   |  |  |       |  |  |                                  |  |  |                                |  |
| Maria Anna Antonia di Dietrichstein-Weichselstädt |                                | Carlo Ludovico di Dietrichstein                   |                                                                    |  |  |       |  |  |                                  |  |  |                                |  |
|                                                   |                                | Maria Teresa Anna di Trauttmansdorff              | Giorgio Sigismondo di Trauttmansdorff                              |  |  |       |  |  |                                  |  |  |                                |  |
|                                                   |                                | Maria Teresa Anna di Trauttmansdorff              | Giorgio Sigismondo di Trauttmansdorff                              |  |  |       |  |  |                                  |  |  |                                |  |
|                                                   |                                | Maria Teresa Anna di Trauttmansdorff              | Renata di Wildenstein                                              |  |  |       |  |  |                                  |  |  |                                |  |
| Maria Giuseppa del Liechtenstein                  |                                | Maria Teresa Anna di Trauttmansdorff              |                                                                    |  |  |       |  |  |                                  |  |  |                                |  |
|                                                   | Francesco Damiano di Sternberg | Ulrico Adolfo di Sternberg                        |                                                                    |  |  |       |  |  |                                  |  |  |                                |  |
|                                                   | Francesco Damiano di Sternberg | Ulrico Adolfo di Sternberg                        |                                                                    |  |  |       |  |  |                                  |  |  |                                |  |
|                                                   | Francesco Damiano di Sternberg | Anna Lucia di Chlum e Košumberk                   |                                                                    |  |  |       |  |  |                                  |  |  |                                |  |
| Francesco Filippo di Sternberg                    | Francesco Damiano di Sternberg |                                                   |                                                                    |  |  |       |  |  |                                  |  |  |                                |  |
|                                                   |                                | Maria Giuseppa di Trauttmansdorff                 | Giovanni Federico di Trauttmansdorff                               |  |  |       |  |  |                                  |  |  |                                |  |
|                                                   |                                | Maria Giuseppa di Trauttmansdorff                 | Giovanni Federico di Trauttmansdorff                               |  |  |       |  |  |                                  |  |  |                                |  |
|                                                   |                                | Maria Giuseppa di Trauttmansdorff                 | Maria Eleonora Holická di Sternberg                                |  |  |       |  |  |                                  |  |  |                                |  |
| Leopoldina di Sternberg                           |                                | Maria Giuseppa di Trauttmansdorff                 |                                                                    |  |  |       |  |  |                                  |  |  |                                |  |
|                                                   |                                | Conrado Sigismondo di Starhemberg                 | Francesco Odoacre di Starhemberg                                   |  |  |       |  |  |                                  |  |  |                                |  |
|                                                   |                                | Conrado Sigismondo di Starhemberg                 | Francesco Odoacre di Starhemberg                                   |  |  |       |  |  |                                  |  |  |                                |  |
|                                                   |                                | Conrado Sigismondo di Starhemberg                 | Cecilia Chiara di Rindsmaul                                        |  |  |       |  |  |                                  |  |  |                                |  |
| Maria Leopoldina di Starhemberg                   |                                | Conrado Sigismondo di Starhemberg                 |                                                                    |  |  |       |  |  |                                  |  |  |                                |  |
|                                                   |                                | Maria Leopoldina di Löwenstein-Wertheim-Rochefort | Massimiliano Carlo, I principe di Löwenstein-Wertheim-Rochefort    |  |  |       |  |  |                                  |  |  |                                |  |
|                                                   |                                | Maria Leopoldina di Löwenstein-Wertheim-Rochefort | Massimiliano Carlo, I principe di Löwenstein-Wertheim-Rochefort    |  |  |       |  |  |                                  |  |  |                                |  |
|                                                   |                                | Maria Leopoldina di Löwenstein-Wertheim-Rochefort | Maria Polissena Khuen di Belasi, Contessa de Lichtenberg e Gandegg |  |  |       |  |  |                                  |  |  |                                |  |
|                                                   |                                | Maria Leopoldina di Löwenstein-Wertheim-Rochefort |                                                                    |  |  |       |  |  |                                  |  |  |                                |  |